# Chirik
Chirik (חִירִיק) – znak diakrytyczny używany w alfabecie hebrajskim w ramach nikudu. Występuje w formie kropki umieszczonej pod literą. Wyróżnia się chirik male, który wygląda tak samo jak chirik, jednak po nim zawsze występuje litera jod.